# Шато де Пре
Шато де Пре (фр. Château-des-Prés) насеље је и општина у источној Француској у региону Франш-Конте, у департману Јура која припада префектури Сен Клод.
По подацима из 2011. године у општини је живело 183 становника, а густина насељености је износила 21,23 становника/km². Општина се простире на површини од 8,62 km². Налази се на средњој надморској висини од 940 метара (максималној 1.070 m, а минималној 890 m).

## Демографија
| 1962. | 1968. | 1975. | 1982. | 1990. | 1999. | 2011. |
| ----- | ----- | ----- | ----- | ----- | ----- | ----- |
| 162   | 162   | 141   | 168   | 195   | 166   | 183   |

График промене броја становника у току последњих година